# Площадь Гарина-Михайловского (станция метро)
«Площадь Га́рина-Михайло́вского» — конечная станция Дзержинской линии Новосибирского метрополитена, расположенная под одноимённой привокзальной площадью, перед вокзалами (основной и пригородный) железнодорожной станции Новосибирск-Главный. Станция возведена открытым способом и открыта 31 декабря 1987 года в составе первого пускового участка Дзержинской линии из двух станций.

## История

### Название
Первоначально станцию предполагалось назвать «Вокзальной». Однако это название так и осталось на бумаге. Станция была названа по площади, носящей имя писателя и железнодорожного инженера — Николая Георгиевича Гарина-Михайловского, считающегося одним из основателей Новосибирска.

### Строительство
В начале 1980 года строители приступили к работам по станции «Вокзальная». В начале работ у метростроителей из тоннельного отряда возникли трудности — грунт на площади у главного вокзала оказался слишком твёрдым и в него не шли сваи. Было принято решение позвать на помощь «Взрывпром».
Летом 1987 года строители начали возводить конструкции на 100-метровом участке сопряжения правого тоннеля и станции «Вокзальная».

### Пуск
В конце того же, 1987 года — первый участок линии протяжённостью 1,6 км был принят Государственной комиссией в эксплуатацию.

## Архитектура и оформление
Проект выполнен специалистами института «Новосибметропроект». Станция мелкого заложения, колонного типа (имеет 17 пар колонн с шагом 6 метров). В отделке использованы светлые мрамор и гранит различных оттенков.
Оригинален потолок станции, выполненный из монолитного железобетона с полусферическими нишами, в которых расположены светильники. Путевые стены платформенного участка облицованы бледно-розовым мрамором, круглые колонны светло-серым мрамором. Северный вестибюлей соединён с платформой трёхленточным эскалатором.

## Вестибюли
Станция имеет два вестибюля. Северный вестибюль (до недавнего времени был закрыт на реконструкцию) соединён с платформой тремя эскалаторами. Изначально он был соединён с проходящим поперёк станции подземным переходом. С 1996 по 2010 год в этом переходе была ярмарка «Радуга». Южный вестибюль имеет два выхода на площадь к железнодорожному вокзалу, причём один из них накрыт павильоном. Кроме того, в 2006 году подземный переход был соединён с пригородным вокзалом двумя эскалаторами. Пройти в пригородный вокзал можно и по поверхности. C 26 августа 2011 года северный вестибюль открыт для пассажиров.
25 июля 2015 года после 4 месяцев капитального ремонта был открыт выход № 1, располагающийся возле гостиницы «Новосибирск».

## Путевое развитие
Станция является конечной Дзержинской линии. Из-за невозможности строительства открытым способом на территории железнодорожной станции, за станцией нет тупиков для оборота поездов. Перед станцией расположен пошёрстный съезд, по которому осуществляется переход отправляющихся со станции поездов с первого на второй путь перегона. Кроме того, к первому пути перегона до станции «Сибирской» примыкает соединительная ветвь с Ленинской линией, на эту станцию прибывают выходящие на линию поезда.
Однако, согласно планам, линия может быть продлена на левый берег по второму метромосту через Обь. По проекту данный участок предусматривает строительство двух станций: «Речпорт» (в микрорайоне Затон) и «Комсомольская».

## Расположение

Схема выходов станции

Находится в Железнодорожном районе Новосибирска под одноимённой площадью. Рядом расположены: Вокзальная магистраль, улицы Ленина, Челюскинцев, Сибирская, Дмитрия Шамшурина, Омская, Салтыкова-Щедрина, Красноярская, 1905 года, Владимировская.
Южный вестибюль выходит к железнодорожному вокзалу Новосибирск-Главный, а также к пригородному «Экспресс-Пригород». Северный — к гостинице «Новосибирск», бизнес-центру «Лига-Капитал». В пешеходной близости к станции находятся торговые и бизнес-центры, в транспортной — универмаг «ЦУМ Новосибирск» и ТЦ «Виндзор».

### Остановки
Остановки наземного общественного транспорта вблизи выходов станции:
- А, Мт, Тб: «Вокзал-Главный».

В транспортной доступности расположены остановки А, Мт, Тб: «ЦУМ» (Вокзальная магистраль), «ул. Бурлинская» (ул. Челюскинцев), а также «Туннельный спуск» и «Владимировский спуск» (ул. Владимировская).